# ヴィクター・L・バーガー

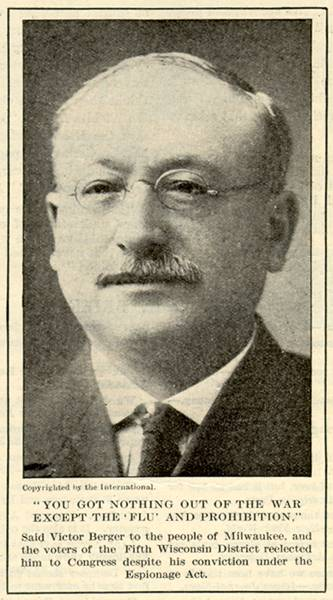
ヴィクター・バーガー

ヴィクター・ルイス・バーガー（英: Victor Louis Berger, 1860年2月18日 - 1929年8月7日）は、オーストリア帝国（の内現在のハンガリーにあたる地方）出身のアメリカ合衆国の社会主義者・政治家、編集者。アメリカ社会党創設者の一人。防諜法の暴力性を指摘し、また反戦の立場であったためにアメリカ合衆国下院を追われたとされる政治家である。
1911年から1913年、社会党員としては初のアメリカ連邦議会下院議員をつとめた。1918年、1919年にも再選されたが、反戦の立場を取ったために排斥された。1918年、敵国への援助という理由により起訴され、ケネソー・マウンテン・ランディス判事によって懲役20年の判決を受けるが、1921年合衆国最高裁判所は逆転判決を下した。1923年には下院議員に復帰した。1928年の選挙で落選し、1929年に任期を終えた後はミルウォーキーで新聞編集者となったが、同年に路面電車との接触事故を起こし、その骨折が元になって死去した。

## 生い立ち
トランシルバニアのドイツ語名ニーダー・レーバハ（現在はルーマニア）という町にドイツ系ユダヤ人の家庭で生まれた。ロイチャウのギムナジウムに通い、ブダペシュトとウィーンの大学で学んだ。1878年に一家はアメリカに移住し、コネティカット州ブリッジポートに定住、さらにミルウォーキーへ移った。

## 参照
1. ↑  社会主義勢力が弱く、かつ小選挙区制を取るアメリカ合衆国の連邦議会で社会主義者が議席を得る事は難しく、アメリカ社会党の後継組織の一つであるアメリカ民主社会主義者（アメリカ民主社会党）のバーニー・サンダースが1991年に連邦下院、2007年に無所属として上院議員に当選するなどの例しかない。ただしミルウォーキーはアメリカ国内で例外的に社会主義勢力が強く、バーガーの死去後でも1947年から1960年まで社会党のフランク・ザイドラー（en）が市長を務める地盤があった。
2. ↑  See: Rafael Medoff, Jewish Americans and Political Participation: A Reference Handbook, Santa Barbara, CA: ABC-CLIO, 2002, p. 330.
3. ↑  Mark Avrum Ehrlich, Encyclopedia of the Jewish Diaspora: Origins, Experiences, and Culture, Volume 1, Santa Barbara, CA: ABC-CLIO, 2009, p. 593.
4. ↑  Dictionary of Wisconsin History, "Berger, Victor Louis [Luitpold 1860 - 1929"].
5. ↑  Sally M. Miller, "Victor Louis Berger," Historical Dictionary of the Progressive Era, 1890-1920. Westport, CT: Greenwood Press, 1988; p. 38.